# Охле-Кольонія
Охле-Кольонія (пол. Ochle-Kolonia) — село в Польщі, у гміні Відава Ласького повіту Лодзинського воєводства.
Населення — 107 осіб (2011).

## Демографія
Демографічна структура станом на 31 березня 2011 року:
|          | Загалом | Допрацездатний вік | Працездатний вік | Постпрацездатний вік |
| -------- | ------- | ------------------ | ---------------- | -------------------- |
| Чоловіки | 49      | 11                 | 34               | 4                    |
| Жінки    | 58      | 12                 | 29               | 17                   |
| Разом    | 107     | 23                 | 63               | 21                   |